# Rebel Moon(레벨 문): 파트2 스카기버
"Rebel Moon(레벨 문): 파트2 스카기버"(영어: Rebel Moon — Part Two: The Scargiver)는 2024년 넷플릭스에서 공개한 미국의 액션 모험 드라마 영화이다. Rebel Moon - 파트 1 불의 아이의 후속작이다.

## 출연

### 주연
- 소피아 부텔라 : 코라 역
- 디몬 하운수 : 타이투스 장군 역
- 에드 스크레인 : 애티쿠스 노블 역
- 미힐 하위스만 : 군나르 역
- 배두나 : 네메시스 역

### 조연
- 안소니 홉킨스 : 지미 역
- 스타즈 네어 : 타라크 데시무스 역
- 클레오파트라 콜먼 : 데브라 블러드엑스 역
- 레이 피셔 : 다리안 블러드엑스 역
- 캐리 얼웨즈 : 시해된 왕 역
- 프라 피 : 발리사리우스 섭정 역
- 코리 스톨 : 신드리 역
- 지나 말론 : 하마다 역

## 참고 사항
- 파트 1과 파트 2로 나누어 제작되었으며, 촬영은 동시에 했다.[4] 그리고 총 3부작으로 제작될 계획이라고.[5]